# Маріана Ефстратіу
Марія-Анастасія (Маріана) Ефстратіу (грец. Μαριάνα Ευστρατίου; 17 квітня 1955 року, Афіни ) — грецька співачка, неодноразово пов'язана з пісенним конкурсом Євробачення.

## Біографія
Маріана Ефстратіу народилась 17 квітня 1955 року у м. Афіни.

## Кар'єра співачки
1987 році Маріана Ефстратіу з'явилася як бек-вокалістка дуету Bang. У 1989 році Ефстратіу виграла грецький національний пісенний конкурс. Вона перемогла суперзірку Анну Віссі і представляла Грецію на конкурсі в Лозанні, посіла дев'яте місце. У 1996 році її знову обрали представляти Грецію, але ця пісня була лише на 14 місці в Осло. Ефстратіу заспівала три пісні у півфіналі грецького національного конкурсу в 1998 році, але жодна з них не потрапила до фіналу. Вона працювала з Міміс Плессас, кілька разів виступала на сцені. Видала дві платівки та промо-сингл. Зараз вона є солісткою джазового ансамблю Nova Mood.

## Дискографія
- 1982 — Порнографія (музика і пісні з п'єси Маноса Хацідакіса)
- 1984 — Big Alice (як група з Костасом Бігалісом)
- 1984 — Я сумую за тобою /максі сингл
- 1985 — Розмова про любов /максі сингл
- 1989 — Kathe telos einai mia arhi
- 1993 — Giro apo esena
- 1996 — Emis forame to himona anixiatika /промо-сингл.